# Whitestake
Whitestake – wieś w Anglii, w hrabstwie Lancashire, w dystrykcie South Ribble. Leży 44 km na północny zachód od miasta Manchester i 303 km na północny zachód od Londynu.